# Discographie de Raven-Symoné
  Article à compléter
Cet article présente la discographie de Raven-Symoné.

## Albums
Pour les États-Unis (EU), Grande-Bretagne (GB), Canada (CAN), Australie (AUS), Allemagne (ALL), et Japon (JPN).
| Année | Info                                                           | Chart positions | Chart positions | Chart positions | Chart positions | Chart positions | Chart positions |
| Année | Info                                                           | EU              | GB              | CAN             | AUS             | ALL             | JPN             |
| ----- | -------------------------------------------------------------- | --------------- | --------------- | --------------- | --------------- | --------------- | --------------- |
| 1993  | Here's to New Dreams - Sorti: 22 juin 1993 - Vente EU: 73,000+ | -               | -               | -               | 67              | 98              | 123             |
| 1999  | Undeniable - Sorti: 4 mai 1999 - Vente: 350,000+               | -               | -               | -               | 56              | -               | 34              |
| 2004  | This Is My Time - Sortie: 21 septembre 2004 - Vente: 520,000+  | 51              | 35              | 25              | -               | -               | -               |
| 2006  | Fron Then Until - Sortie: 14 novembre 2006 - Vente : 10,000+   | -               | -               | -               | -               | -               | -               |
| 2008  | Raven Symone - Sortie : 29 avril 2008 - Vente : 50,000+        | 159             | -               | -               | -               | -               | -               |

## Compilation albums
| Année | Info | Chart positions | Chart positions | Chart positions | Chart positions | Chart positions | Chart positions |
| Année | Info | USA             | GB              | CAN             | AUS             | ALL             | JPN             |
| ----- | --- | --------------- | --------------- | --------------- | --------------- | --------------- | --------------- |
| 2003  | The Cheetah Girls Soundtrack - Date de réalisation: 5 août 2003 - US sales: 2 million - RIAA certification: 2 × Platine      | 33              | -               | 24              | 92              | 65              | -               |
| 2004  | That's so Raven - Date de réalisation: 18 mai 2004 - U.S. sales: 0.5 million - RIAA certification: Or                        | 44              | 19              | 98              | 23              | 12              |                 |
| 2006  | That's So Raven Too! - Date de réalisation: 7 mars 2006 - U.S. sales: 0.2 million (as of April 2007)                         | 44              | -               | -               | -               | -               | -               |
| 2006  | The Cheetah Girls 2 soundtrack · - Date de réalisation: 15 août 2006 - U.S. sales: 1.4 million - RIAA certification: Platine | 5               | -               | -               | -               | -               | -               |

## Musique de Film
| Année | Chanson                                                                       | Film/Série TV                                   |
| ----- | ----------------------------------------------------------------------------- | ----------------------------------------------- |
| 1995  | I Can Get Away with Anything                                                  | Happily Ever After: Fairy Tales for Every Child |
| 2002  | That's So Raven (Chanson thème) (avec Orlando Brown et Anneliese Van der Pol) | Phénomène Raven                                 |
| 2003  | Circle of Life (avec The Disney Channel Circle of Stars)                      | Le Roi Lion (2-disc special edition DVD)        |
| 2003  | Superstition                                                                  | Le Manoir hanté et les 999 Fantômes             |
| 2004  | Grazing in the Grass                                                          | Le Roi lion 3                                   |
| 2004  | True to Your Heart                                                            | Mulan                                           |
| 2004  | Supernatural (Original version)                                               | Phénomène Raven                                 |
| 2004  | Supernatural (Darkchild Remix)                                                | Phénomène Raven                                 |
| 2004  | Shine                                                                         | Phénomène Raven                                 |
| 2004  | This Is My Time                                                               | Un mariage de princesse                         |
| 2004  | Your Crowning Glory (avec Julie Andrews)                                      | Un mariage de princesse                         |
| 2004  | My Christmas Wish                                                             | Radio Disney Jingle Jams                        |
| 2005  | A Dream Is a Wish Your Heart Makes (avec The Disney Channel Circle of Stars)  | Cendrillon (2-disc special edition DVD)         |
| 2005  | Bump                                                                          | Ice Princess                                    |
| 2005  | Life Is Beautiful                                                             | Figure libre                                    |
| 2006  | Under the Sea                                                                 | La Petite Sirène                                |
| 2006  | Some Call It Magic                                                            | Phénomène Raven                                 |
| 2006  | Jump In                                                                       | Phénomène Raven                                 |
| 2006  | Gravity                                                                       | Le Bal de fin d'année                           |
| 2008  | Double-dutch bus                                                              | Papa, la fac et moi                             |
| 2006  | Keep Your Eye on the Ball                                                     | Everyone's Hero                                 |